# Sparresäter
Sparresäter este o arie protejată (arie specială de conservare — SAC, sit de importanță comunitară — SCI) din Suedia întinsă pe o suprafață de 42,4 ha, integral pe uscat.

## Localizare
Centrul sitului Sparresäter este situat la coordonatele 58°30′01″N 13°42′39″E / 58.5003°N 13.7108°E.

## Înființare
Situl Sparresäter a fost declarat sit de importanță comunitară în iunie 1996 pentru a proteja 1 specie de animale. Situl a fost protejat și ca arie specială de conservare în martie 2011.

## Biodiversitate
Situată în ecoregiunea boreală, aria protejată conține 1 habitat natural: Pășuni din zone de pădure fino-scandinave.
La baza desemnării sitului se află o specie protejată de  nevertebrate: Osmoderma eremita.